# Earl Eastwood
Earl Hamilton Richard Eastwood, född 2 november 1905 i Hamilton, död 4 juli 1968 i Hamilton, var en kanadensisk roddare.
Eastwood blev olympisk bronsmedaljör i åtta med styrman vid sommarspelen 1932 i Los Angeles.